# Tecoma castanifolia
Tecoma castanifolia är en katalpaväxtart som först beskrevs av David Don, och fick sitt nu gällande namn av Melch.. Tecoma castanifolia ingår i släktet Tecoma och familjen katalpaväxter. Inga underarter finns listade i Catalogue of Life.